# 536 (szám)
Az 536 (római számmal: DXXXVI) egy természetes szám.

## A szám a matematikában
A tízes számrendszerbeli 536-os a kettes számrendszerben 1000011000, a nyolcas számrendszerben 1030, a tizenhatos számrendszerben 218 alakban írható fel.
Az 536 páros szám, összetett szám, kanonikus alakban a 23 · 671 szorzattal, normálalakban az 5,36 · 102 szorzattal írható fel. Nyolc osztója van a természetes számok halmazán, ezek növekvő sorrendben: 1, 2, 4, 8, 67, 134, 268 és 536.
Az 536 négyzete 287 296, köbe 153 990 656, négyzetgyöke 23,15167, köbgyöke 8,12310, reciproka 0,0018657. Az 536 egység sugarú kör kerülete 3367,78732 egység, területe 902 567,00301 területegység; az 536 egység sugarú gömb térfogata 645 034 551,5 térfogategység.